# Carcelia nudioculata
Carcelia nudioculata là một loài ruồi trong họ Tachinidae.